# Regió d'Ascaló
La Regió d'Ascaló (o Hof Aixqelon; en hebreu, חוף אשקלון) és un consell regional del districte del Sud d'Israel.
El municipi de la Regió d'Ascaló agrupa dinou nuclis urbans:
- Quibutsim: Gevar'am (גברעם), Karmiyya (כרמייה), Nizzanim (ניצנים), Yad Mordekhay (יד מרדכי), Ziqim (זיקים).
- Moixavim: Berekhya (ברכיה), Bet Shiqma (בית שקמה), Ge'a (גיאה), Helez (חלץ), Hodiyya (הודייה), Kokhav Mikha'el (כוכב מיכאל), Mash'en (משען), Netiv HaAsara (נתיב העשרה), Nir Yisra'el (ניר ישראל).
- Moixavim xitufim: Mavqi'im (מבקיעים), Talme Yafe (תלמי יפה).
- Altres assentaments comunitaris: Bat Hadar (בת הדר), Nizzan (ניצן).
- Centres educatius: Kefar Silver (כפר סילבר).